# Masahiro Tanaka
Masahiro Tanaka (田中 将大, Tanaka Masahiro, Itami, 1 de novembro de 1988) é um jogador de beisebol japonês, que joga na posição de arremessador (pitcher).

## Carreira
Tanaka compôs o elenco da Seleção Japonesa de Beisebol nos Jogos Olímpicos de Verão de 2020 em Tóquio, onde conquistou a medalha de ouro após derrotar a equipe dos Estados Unidos na final da competição por 2–0.